# André De Toth

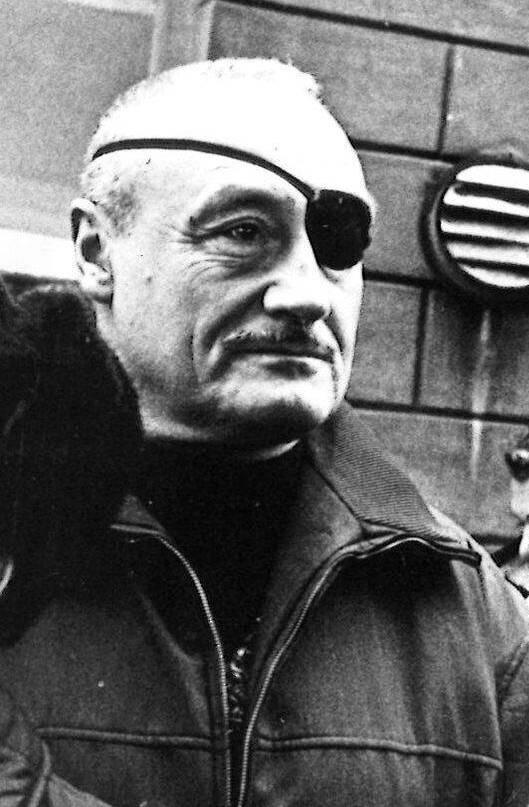
André de Toth (1967)

André De Toth (* 15. Mai 1913 als Endre Antal Mihály Tóth in Makó, Komitat Csanád, Königreich Ungarn; † 27. Oktober 2002 in Burbank, Kalifornien) war ein US-amerikanischer Regisseur ungarischer Abstammung.

## Leben
André De Toth studierte Jura an der Péter-Pázmány-Königlichen-Universität Budapest. In seiner Studienzeit schrieb er mehrere Bühnenstücke, die die Aufmerksamkeit des Dramatikers Ferenc Molnár erregten. Dieser verhalf De Toth zu einem Engagement als Schauspieler am Theater. Das führte zu Spannungen in seiner Familie, die eine lange Militärtradition besaß – sein Vater war Kavallerieoffizier in der ungarischen Armee. Nach einigen Jahren wechselte de Toth dann ins Filmfach über. Dort war er nicht nur als Schauspieler, sondern auch als Drehbuchautor, Schnitttechniker und Regieassistent tätig. Zum Schluss konnte er als Regisseur arbeiten.
Der Ausbruch des Zweiten Weltkrieges zwang De Toth, nach Großbritannien zu flüchten. Dort traf er auf Alexander Korda, der ihm Arbeit verschaffte. 1942 wanderte De Toth in die USA aus. Wiederum wurde er von Korda unterstützt, der ihn als Regieassistent bei Das Dschungelbuch (1942) arbeiten ließ.
1944 erfolgte De Toths Regiedebüt in Amerika. Er wurde bekannt für seine harten Filme, in erster Linie Western und Kriminalfilme. Wie später der Regisseur Budd Boetticher drehte er eine Reihe von sechs Western mit Randolph Scott.
Für den Gregory-Peck-Film Der Scharfschütze (Nominierung für den Oscar für die Beste Story) lieferte er die Vorlage für das Drehbuch. 1953 drehte er mit Vincent Price den Film Das Kabinett des Professor Bondi, den er, als Einäugiger, in 3D drehte. Die sonderbare Tatsache, dass der Regisseur das Endprodukt bzw. den besonderen Effekt durch seine Behinderung nicht erkennen konnte, tat dem Publikumswohlwollen keinen Abbruch. Die Kritiker feierten den Film als wohl besten 3D-Film, der je gemacht wurde.
1987 wurde André De Toth mit dem Golden Boot Award ausgezeichnet, 1995 wurde sein Lebenswerk mit dem Career Achievement Award der Los Angeles Film Critics Association geehrt.
De Toth war siebenmal verheiratet, unter anderem mit der Schauspielerin Veronica Lake, und war Vater von 19 Kindern. Eines davon ist der als Filmeditor tätige Nicolas De Toth. 2002 erlag André De Toth einer Arterienerkrankung.

## Filmografie (Auswahl)
- 1944: None Shall Escape
- 1947: Die Farm der Gehetzten (Ramrod)
- 1947: Eine brennende Liebe (The Other Love)
- 1947: Frau ohne Moral? (Dishonored Lady) (nur Drehbuch)
- 1948: Pitfall
- 1949: Sturmflug (Slattery's Hurricane)
- 1950: Der Scharfschütze (The Gunfighter) – nur Drehbuch
- 1951: Mann im Sattel (Man in the Saddle)
- 1952: Sabotage (Carson City)
- 1952: Gegenspionage (Springfield Rifle)
- 1953: Dürstende Lippen (Last of the Comanches)
- 1953: Das Kabinett des Professor Bondi (House of Wax)
- 1953: Der schweigsame Fremde (The Stranger Wore a Gun)
- 1953: Donnernde Hufe (Thunder Over the Plains)
- 1954: Von der Polizei gehetzt (Crime Wave)
- 1954: Dieser Mann weiß zuviel (Riding Shotgun)
- 1954: Tanganjika (Tanganyika)
- 1954: Ritter der Prärie (The Bounty Hunter)
- 1955: Zwischen zwei Feuern (The Indian Fighter)
- 1957: Teufel in Nacken (Monkey on My Back)
- 1957: In letzter Minute (Hidden Fear)
- 1959: Tag der Gesetzlosen (Day of the Outlaw)
- 1960: Geheimakte M (Man on a String)
- 1961: König der Seeräuber (Morgan il Pirata)
- 1961: Raubzüge der Mongolen (Mongoli, I)
- 1963: Das Gold der Cäsaren (Oro per i Cesari)
- 1969: Ein dreckiger Haufen (Play Dirty)
- 1990: Fire Syndrome (Spontaneous Combustion) (als Darsteller)[2]

### Produktion
- 1967: Das Milliarden-Dollar-Gehirn (Billion Dollar Brain) (ausführender Produzent)
- 1970: El Condor